# Зелёное (Чечня)
Зелёное — посёлок в Шелковском районе Чеченской Республики. Входит в Бурунское сельское поселение.

## География
Расположен на северо-западе от районного центра станицы Шелковской, в пределах государственного биологического заказника «Степной».
Ближайшие населённые пункты: на северо-востоке — посёлок Рунное, на северо-западе — село Бурунское и посёлок Песчаное.

## История
В 1977 году Указом Президиума ВС РСФСР посёлок кошары № 3 госплемовцезавода «Шелковский» переименован в село Зелёное.

## Население
| 1990 | 2002 | 2010 |
| ---- | ---- | ---- |
| 348  | ↘67  | ↘4   |

По данным переписи 2002 года, в посёлке проживало 67 человек (39 мужчин и 28 женщин), 100 % населения составляли чеченцы.